# Ptecticus lanei
Ptecticus lanei är en tvåvingeart som beskrevs av James 1941. Ptecticus lanei ingår i släktet Ptecticus och familjen vapenflugor. Inga underarter finns listade i Catalogue of Life.